# استان کابیندا
استان کابیندا (به لاتین: Cabinda Province) یکی از استان‌های کشور آنگولا است.
کابیندا سابق بر این کنگوی پرتقال نامیده می‌شد و بومیان به آن چی اووا می‌گویند. این استان از چهار شهرستان کابیندا، بلیزه، بوکو زائو و لاندانا تشکیل شده‌است.

## خصوصیات
استان کابیندا ۷٬۲۷۰ کیلومترمربع مساحت و ۶۸۸٬۲۸۵ نفر جمعیت دارد.